# Bolborhynchus
Bolborhynchus (Bonaparte, 1857) è un genere di uccelli della famiglia degli Psittacidi.

## Descrizione
Al genere Bolborhynchus appartengono tre specie di piccoli «parrocchetti», generalmente verdi, nessuno dei quali con dimorfismo sessuale evidente. Tra questi è annoverato il B. lineola, uno dei pappagallini più diffusi e allevati in cattività, tanto che ne sono state fissate mutazioni di colore che vanno dal blu al giallo.

## Tassonomia
- Genere Bolborhynchus Bonaparte, 1857
  - Bolborhynchus ferrugineifrons  (Lawrence, 1880) - parrocchetto fronterossiccia
  - Bolborhynchus lineola (Cassin, 1853) - parrocchetto barrato
  - Bolborhynchus orbygnesius (Souancé, 1856) - parrocchetto delle Ande